# Luke Hemsworth
Luke Hemsworth (Melbourne, 5 november 1980) is een Australische acteur die bekend staat om zijn rollen als Nathan Tyson in de tv-serie Neighbours en als Ashley Stubbs in de HBO-scifi-serie Westworld.

## Vroege leven
Hemsworth werd geboren in Melbourne, de oudste zoon van Leonie (geboren van Os), een leraar Engels, en Craig Hemsworth, een hulpverlener in de sociale dienstverlening. Zijn jongere broers zijn acteurs Chris en Liam Hemsworth. Zijn grootvader van moederskant is een Nederlandse immigrant, en zijn andere afkomst is Engels, Iers, Schots en Duits. Hij is sinds 2007 getrouwd met Samantha Hemsworth en ze hebben drie dochters en een zoon.

## Carrière
Hemsworth volgde een acteeropleiding aan het National Institute of Dramatic Art. In 2001 begon hij zijn carrière in de Australische soap Neighbours als Nathan Tyson. Hemsworth, voornamelijk een televisieacteur, is verschenen in tv-series als The Saddle Club, Blue Heelers, Last Man Standing, All Saints en Satisfaction. In 2012 speelde hij in de 6-delige miniserie Bikie Wars: Brothers in Arms als Gregory "Shadow" Campbell. Hij speelt de hoofdrol in de aankomende Australische oorlogsfilm The 34th Battalion als Robinson.
In 2018 werd hij geselecteerd als het nieuwste gezicht van Tourism Australia en verscheen hij in een advertentie in Dundee. Hemsworth maakte ook deel uit van de film Crypto uit 2019, die het leven volgt van een gezin dat verstrikt raakt in crypto-samenzwering waarbij de Russische maffia betrokken is.

## Filmografie

### Televisie
- Gemeinsame Normdatei: 1066269505
- International Standard Name Identifier: 0000 0004 5960 3383
- Library of Congress Control Number: no2017143935
- Nationale Bibliotheek van Letland: 000341189
- Nationale Bibliotheek van Tsjechië: xx0322407
- Système universitaire de documentation: 245416374
- Virtual International Authority File: 313470858